# Lijst van winnaars van het wereldkampioenschap correspondentieschaak
Dit is een Lijst van winnaars van het wereldkampioenschap correspondentieschaak.

## Wereldkampioenschappen correspondentieschaak
Het wereldkampioenschap is de belangrijkste wedstrijd die wordt georganiseerd door ICCF.

De voorbereidende fase van het eerste WK begon in 1947, de finale werd gespeeld tussen 1950 en 1953 en werd gewonnen door de Australiër Cecil John Purdy.
Alle kampioenen:
| Volgnr. | Ref.   | Jaar        | Naam kampioen                                 | Info   | Land van herkomst            |
| ------- | ------ | ----------- | --------------------------------------------- | ------ | ---------------------------- |
| 1       | [ 1 ]  | 1950 - 1953 | Cecil Purdy                                   |        | Australië                    |
| 2       | [ 2 ]  | 1956 - 1959 | Vjatsjeslav Ragozin                           |        | Sovjet-Unie                  |
| 3       | [ 3 ]  | 1959 - 1962 | Alberic O'Kelly de Galway                     |        | België                       |
| 4       | [ 4 ]  | 1962 - 1965 | Vladimir Zagorovski                           |        | Sovjet-Unie                  |
| 5       | [ 5 ]  | 1965 - 1968 | Hans Berliner                                 |        | Verenigde Staten             |
| 6       | [ 6 ]  | 1968 - 1971 | Horst Rittner                                 |        | Duitsland                    |
| 7       | [ 7 ]  | 1972 - 1976 | Jacob Estrin                                  |        | Sovjet-Unie                  |
| 8       | [ 8 ]  | 1976 - 1980 | Jørn Sloth                                    |        | Denemarken                   |
| 9       | [ 9 ]  | 1979 - 1983 | Tõnu Õim                                      |        | Estland                      |
| 10      | [ 10 ] | 1978 - 1984 | Victor Palciauskas                            |        | Verenigde Staten             |
| 11      | [ 11 ] | 1981 - 1987 | Fritz Baumbach                                |        | Duitsland                    |
| 12      | [ 12 ] | 1984 - 1990 | Grigori Sanakojev                             |        | Sovjet-Unie                  |
| 13      | [ 13 ] | 1989 - 1998 | Michail Oemanski                              |        | Rusland                      |
| 14      | [ 14 ] | 1994 - 1999 | Tõnu Õim                                      |        | Estland                      |
| 15      | [ 15 ] | 1996 - 2002 | Gert Timmerman                                |        | Nederland                    |
| 16      | [ 16 ] | 2003 - 2004 | Tunç Hamarat                                  |        | Oostenrijk                   |
| 17      | [ 17 ] | 2002 - 2007 | Ivar Bern                                     |        | Noorwegen                    |
| 18      | [ 18 ] | 2002 - 2004 | Joop van Oosterom                             |        | Nederland                    |
| 19      | [ 19 ] | 2004 - 2006 | Christophe Léotard                            |        | Frankrijk                    |
| 20      | [ 20 ] | 2004 - 2011 | Pertti Lehikoinen                             |        | Finland                      |
| 21      | [ 21 ] | 2005 - 2007 | Joop van Oosterom                             |        | Nederland                    |
| 22      | [ 22 ] | 2007 - 2010 | Aleksandr Dronov                              |        | Rusland                      |
| 23      | [ 23 ] | 2007 - 2010 | Ulrich Stephan                                | [ 24 ] | Duitsland                    |
| 24      | [ 25 ] | 2009 - 2011 | Marjan Šemrl                                  | [ 26 ] | Slovenië                     |
| 25      | [ 27 ] | 2009 - 2013 | Fabio Finocchiaro                             | [ 28 ] | Italië                       |
| 26      | [ 29 ] | 2010 - 2013 | Ron Langeveld                                 | [ 30 ] | Nederland                    |
| 27      | [ 31 ] | 2011 - 2014 | Aleksandr Dronov                              |        | Rusland                      |
| 28      | [ 32 ] | 2013 - 2016 | Leonardo Ljubičić                             |        | Kroatië                      |
| 29      | [ 33 ] | 2015 - 2018 | Aleksandr Dronov                              |        | Rusland                      |
| 30      | [ 34 ] | 2017 - 2019 | Andrey Kochemasov                             |        | Rusland                      |
| 31      | [ 35 ] | 2019 - 2022 | Fabian Stanach, Christian Muck, Ron Langeveld |        | Polen, Oostenrijk, Nederland |
| 32      | [ 36 ] | 2020 - 2022 | Jon Edwards                                   |        | Verenigde Staten             |

## Wereldkampioenschappen correspondentieschaak dames
De voorlopige poules van het eerste dameskampioenschap begonnen in 1965.  De Russin Olga Nikoloevna Rubtsova won de finale in 1972.
De verdere kampioenen waren:
| Volgnr. | Ref    | Jaar        | Naam                | Land van berkomst |
| ------- | ------ | ----------- | ------------------- | ----------------- |
| 1       | [ 37 ] | 1968 - 1972 | Olga Rubtsova       | Sovjet-Unie       |
| 2       | [ 38 ] | 1972 - 1977 | Lora Yakovleva      | Sovjet-Unie       |
| 3       | [ 39 ] | 1978 - 1984 | Luba Kristol        | Israël            |
| 4       | [ 40 ] | 1984 - 1992 | Ljudmila Belavenets | Rusland           |
| 5       | [ 41 ] | 1993 - 1998 | Luba Kristol        | Israël            |
| 6       | [ 42 ] | 2000 - 2005 | Alessandra Riegler  | Italië            |
| 7       | [ 43 ] | 2002 - 2006 | Olga Sukhareva      | Rusland           |
| 8       | [ 44 ] | 2007 - 2010 | Olga Sukhareva      | Rusland           |
| 9       | [ 45 ] | 2011 - 2014 | Irinia Perevertkina | Rusland           |
| 10      | [ 46 ] | 2014 - 2017 | Irina Perevertkina  | Rusland           |
| 11      | [ 47 ] | 2017 - 2020 | Irina Perevertkina  | Rusland           |
| 12      | [ 48 ] | 2020 - 2023 | Irina Perevertkina  | Rusland           |

## Correspondentieschaak mannen Olympische Spelen
| Nr. | Jaren     | Goud                    | Zilver                  | Brons                  | Nederland  | Ref    |
| --- | --------- | ----------------------- | ----------------------- | ---------------------- | ---------- | ------ |
| 1   | 1949-1952 | Hongarije (25)          | Tsjechoslowakije (20)   | Sweden (19,5)          |            |        |
| 2   | 1952-1955 | Tsjechoslowakije (27,5) | Sweden (27,5)           | Duitsland (27)         |            |        |
| 3   | 1958-1961 | Sovjet-Unie (35,5)      | Hongarije (32,5)        | Joegoslavië (32)       |            |        |
| 4   | 1962-1964 | Sovjet-Unie (36)        | Oost-Duitsland (28,5)   | Sweden (27,5)          |            |        |
| 5   | 1965-1968 | Tsjechoslowakije (31,5) | Sovjet-Unie (30)        | West-Duitsland (29,5)  |            |        |
| 6   | 1968-1972 | Sovjet-Unie (38)        | Tsjechoslowakije (28,5) | Oost-Duitsland (25,5)  |            |        |
| 7   | 1972-1976 | Sovjet-Unie (35,5)      | Bulgarije (30)          | Brittannië (29,5)      | 4° (28,5)  | [ 49 ] |
| 8   | 1977-1982 | Sovjet-Unie (46,5)      | Hongarije (44)          | Brittannië (41,5)      | 4° (38)    | [ 50 ] |
| 9   | 1982-1987 | Brittannië (33,5)       | West-Duitsland (30)     | Sovjet-Unie (27)       |            |        |
| 10  | 1987-1995 | Sovjet-Unie (34)        | Engeland (33,5)         | Oost-Duitsland (33,5)  | 10° (17)   | [ 51 ] |
| 11  | 1992-1999 | Tsjechoslowakije (45,5) | Duitsland (45,5)        | Canada (40)            | 9° (34,5)  | [ 52 ] |
| 12  | 1998-2004 | Duitsland (47,5)        | Litouwen (42,5)         | Letland (42,5)         | 10° (27,5) | [ 53 ] |
| 13  | 2004-2009 | Duitsland (38)          | Tsjechië (34,5)         | Polen (32)             |            |        |
| 14  | 2002-2006 | Duitsland (45,5)        | Litouwen (39,5)         | Verenigde Staten (36)  |            |        |
| 15  | 2006-2009 | Noorwegen (48)          | Duitsland (47)          | Nederland (46,5)       |            | [ 54 ] |
| 16  | 2010-2016 | Tsjechië (33,5)         | Duitsland (28,5)        | Frankrijk (26,5)       |            |        |
| 17  | 2009-2012 | Duitsland (44,5)        | Spanje (39)             | Italië (39,5)          | 9° (33)    | [ 55 ] |
| 18  | 2012-2016 | Duitsland (41,5)        | Slovenië (41)           | Spanje (39)            |            |        |
| 19  | 2016-2021 | Bulgarije (27)          | Duitsland (26,5)        | Tsjechie, Polen (26,5) |            |        |
| 20  | 2016-2019 | Duitsland (39,5)        | Rusland (39,5)          | Spanje (39)            | 12° (32)   | [ 56 ] |
| 21  | 2020-2023 | Duitsland (38)          | Luxemburg (37)          | Verenigde Staten (37)  | 8° (36)    | [ 57 ] |

## Correspondentieschaak dames Olympische Spelen
| Nr. | Jaren     | Goud             | Zilver                | Brons                   | Nederland |
| --- | --------- | ---------------- | --------------------- | ----------------------- | --------- |
| 1   | 1974-1979 | Sovjet-Unie (22) | West-Duitsland (19)   | Tsjechoslowakije (15,5) |           |
| 2   | 1980-1986 | Sovjet-Unie (26) | Tsjechoslowakije (26) | Joegoslavië (20)        | 9° (4)    |
| 3   | 1986-1992 | Sovjet-Unie (23) | Tsjechoslowakije (21) | Hongarije (14,5)        |           |
| 4   | 1992-1997 | Tsjechië (24)    | Rusland (21)          | Polen (18,5)            | 8° (11,5) |
| 5   | 1997-2003 | Rusland (25)     | Duitsland (22)        | Tsjechië (18)           |           |
| 6   | 2003-2006 | Litouwen (26,5)  | Duitsland (23,5)      | Italië (23)             |           |
| 7   | 2007-2009 | Slovenië (25)    | Litouwen (23,5)       | Duitsland (23)          |           |
| 8   | 2008-2010 | Polen (27)       | Bulgarije (27)        | Italië (26)             |           |
| 9   | 2011-2014 | Rusland (34)     | Litouwen (32,5)       | Duitsland (30)          |           |
| 10  | 2015-2017 | Duitsland (33)   | Litouwen (30)         | Rusland (28)            |           |

## ICCF Wereldbeker
Het is een toernooi dat openstaat voor alle schakers ter wereld, zonder onderscheid in categorieën, leeftijd of geslacht. Ontstaan in 1968, zijn er 22 Cups georganiseerd; waarvan er 5 in handen bleven van Reinhard Moll (Duitsland). De Rus Dmitry Morozov en de Duitser Matthias Gleichmann zijn de nieuwste winnaars.
| Volgnr. | Ref    | Jaar      | Naam                               | Land van berkomst |
| ------- | ------ | --------- | ---------------------------------- | ----------------- |
| 1       | [ 60 ] | 1973-1977 | Karl Maeder                        | Duitsland         |
| 2       | [ 61 ] | 1977-1983 | Gennadi Nesis                      | Sovjet-Unie       |
| 3       | [ 62 ] | 1981-1986 | Nikolai Rabinovich                 | Sovjet-Unie       |
| 4       | [ 63 ] | 1984-1989 | Albert Popov                       | Sovjet-Unie       |
| 5A      | [ 64 ] | 1987-1994 | Aleksandr Frolov                   | Oekraïne          |
| 5B      | [ 65 ] | 1987-1994 | Gert Timmerman                     | Nederland         |
| 6       | [ 66 ] | 1994-1999 | Olita Rause                        | Litouwen          |
| 7       | [ 67 ] | 1994-2001 | Aleksey Lepikhov                   | Oekraïne          |
| 8       | [ 68 ] | 1998-2002 | Horst Staudler                     | Duitsland         |
| 9       | [ 69 ] | 1998-2001 | Edgar Prang                        | Duitsland         |
| 10      | [ 70 ] | 2001-2004 | Frank Schroder                     | Duitsland         |
| 11      | [ 71 ] | 2008-2011 | Reinhard Moll                      | Duitsland         |
| 12A     | [ 72 ] | 2005-2007 | Reinhard Moll                      | Duitsland         |
| 12B     | [ 73 ] | 2009-2013 | Matthias Gleichmann                | Duitsland         |
| 13      | [ 74 ] | 2009-2012 | Reinhard Moll                      | Duitsland         |
| 14      | [ 75 ] | 2009-2012 | Reinhard Moll                      | Duitsland         |
| 15      | [ 76 ] | 2012-2015 | Klemen Sivic                       | Slovenië          |
| 16      | [ 77 ] | 2013-2016 | Uwe Nogga                          | Duitsland         |
| 17      | [ 78 ] | 2014-2017 | Matthias Gleichmann                | Duitsland         |
| 18      | [ 79 ] | 2015-2019 | Reinhard Moll - Stefan Ulbig       | Duitsland         |
| 19      | [ 80 ] | 2014-2016 | Thomas Herfuth                     | Duitsland         |
| 20      | [ 81 ] | 2014-2016 | Sergei Kishkin                     | Rusland           |
| 21      | [ 82 ] | 2019-2021 | Matthias Gleichmann                | Duitsland         |
| 22      | [ 83 ] | 2021-2023 | Dmitry Morozov Matthias Gleichmann | Rusland Duitsland |

## ICCF Wereldbeker veteranen
Het is gereserveerd voor schakers ouder dan 60 jaar, zonder onderscheid naar categorie of geslacht.  Het vindt plaats in drie fasen: de voorronde, de halve finale en de finale. De Roemeen Dan Petre Geană is de laatste winnaar.
| Volgnr. | Ref    | Jaar      | Naam                 | Land vanberkomst |
| ------- | ------ | --------- | -------------------- | ---------------- |
| 1       | [ 84 ] | 2009-2011 | Rob Kruis            | Nederland        |
| 2       | [ 85 ] | 2013-2014 | Vladimir Sergejev    | Rusland          |
| 3       | [ 86 ] | 2014-2016 | Frits Bleker         | Griekenland      |
| 4       | [ 87 ] | 2015-2017 | Reinhard Sikorsky    | Duitsland        |
| 5       | [ 88 ] | 2016-2017 | Ralf Neubauer        | Duitsland        |
| 6       | [ 89 ] | 2017-2019 | Mattia Boccia        | Italië           |
| 7       | [ 90 ] | 2018-2020 | Sergey Novikov       | Rusland          |
| 8       | [ 91 ] | 2019-2021 | Guy van Habberney    | België           |
| 9       | [ 92 ] | 2020-2022 | Jean Claude Schuller | Luxemburg        |
| 10      | [ 93 ] | 2021-2023 | Gediminas Voveris    | Litouwen         |
| 11      | [ 94 ] | 2022-2024 | Dan Petre Geanǎ      | Roemenië         |